# لوز سانت سوفور
Luz-Saint-Sauveur هي بلدية فرنسية في دائرة أرغيليه غازوست في  القسطانية في وسط جبال البرانس . يبلغ عدد سكانها 929 نسمة (اعتبارًا من 1. يناير 2020 ).

## الجغرافيا
تقع المدينة الجبلية على الروافد العليا لغاف دي باو ، وتسمى أيضًا غاف دي جافارني . يعد طريق كول دو تورمالى ، الذي يربط لوز سان سوفور بـ كامبان ، أعلى ممر طريق في جبال البرانس الفرنسية حيث أنه على ارتفاع 2115 مترًا فوق مستوى سطح البحر. تنتمي منطقة لوز أرديدن للتزلج على الجليد أيضًا إلى المنطقة البلدية. يبلغ ارتفاع أفعواني (ثعباني الشكل) 13.4 كيلومترًا من لوز سان سوفور إلى لوز أرديدن ، ويبلغ فارق ارتفاعه 1036 مترًا ويعتبر "المراحلة الملكية" في سباق الدرجات التقليدية في تور دي فرانس وفي فويلتا .

## الشراكات المجتمعية
- باستيا أومبرا ، أومبريا ، إيطاليا
- هوخبيرغ ، بافاريا ، ألمانيا (منذ 1977)

## المعالم السياحية
- مصلى سولفرينو
- بونت نابليون (جسر نابليون)

## روابط انترنت
- موقع معلومات عن Luz-Saint-Sauveur (بالفرنسية) | ضبط استنادي | ضبط استنادي                                                                                                                    |
| ----------- | --- |
| دولية       | - ملف الضبط الاستنادي الافتراضي الدَّولي (VIAF)                                                                                  |
| وطنية       | - الملف الاستنادي المتكامِل (GND) - مكتبة الكونغرس (LCNAF) - المكتبة الوطنية الفرنسية (BnF) - المكتبة القومية الإسرائيلية (J9U) |

1. 1 2  الدليل الجغرافي للبلديات، المعهد الجغرافي الوطني، QID:Q20894925
2. 1 2  الدليل الجغرافي للبلديات، المعهد الجغرافي الوطني، 2015، QID:Q20894925
3. ↑  Populations légales 2022 (بالفرنسية), Institut national de la statistique et des études économiques, 19 décembre 2024, QID:Q131560738 {{استشهاد}}: تحقق من التاريخ في: |publication-date= (help)
4. ↑  Base officielle des codes postaux (بالفرنسية), La Poste, 1er octobre 2018, QID:Q66049091 {{استشهاد}}: تحقق من التاريخ في: |publication-date= (help)
5. ↑  GeoNames (بالإنجليزية), 2005, QID:Q830106
6. ↑  Annuaire de service-public.fr، QID:Q97451652